# Aleksandar Ivoš
Aleksandar Ivoš (Valjevo, 28 de junho de 1931 - 24 de dezembro de 2020) é um ex-futebolista iugoslavo que atuava como atacante.

## Carreira
Aleksandar Ivoš fez parte do elenco da Seleção Iugoslava na Copa do Mundo de 1962.